# 正義 (タロット)

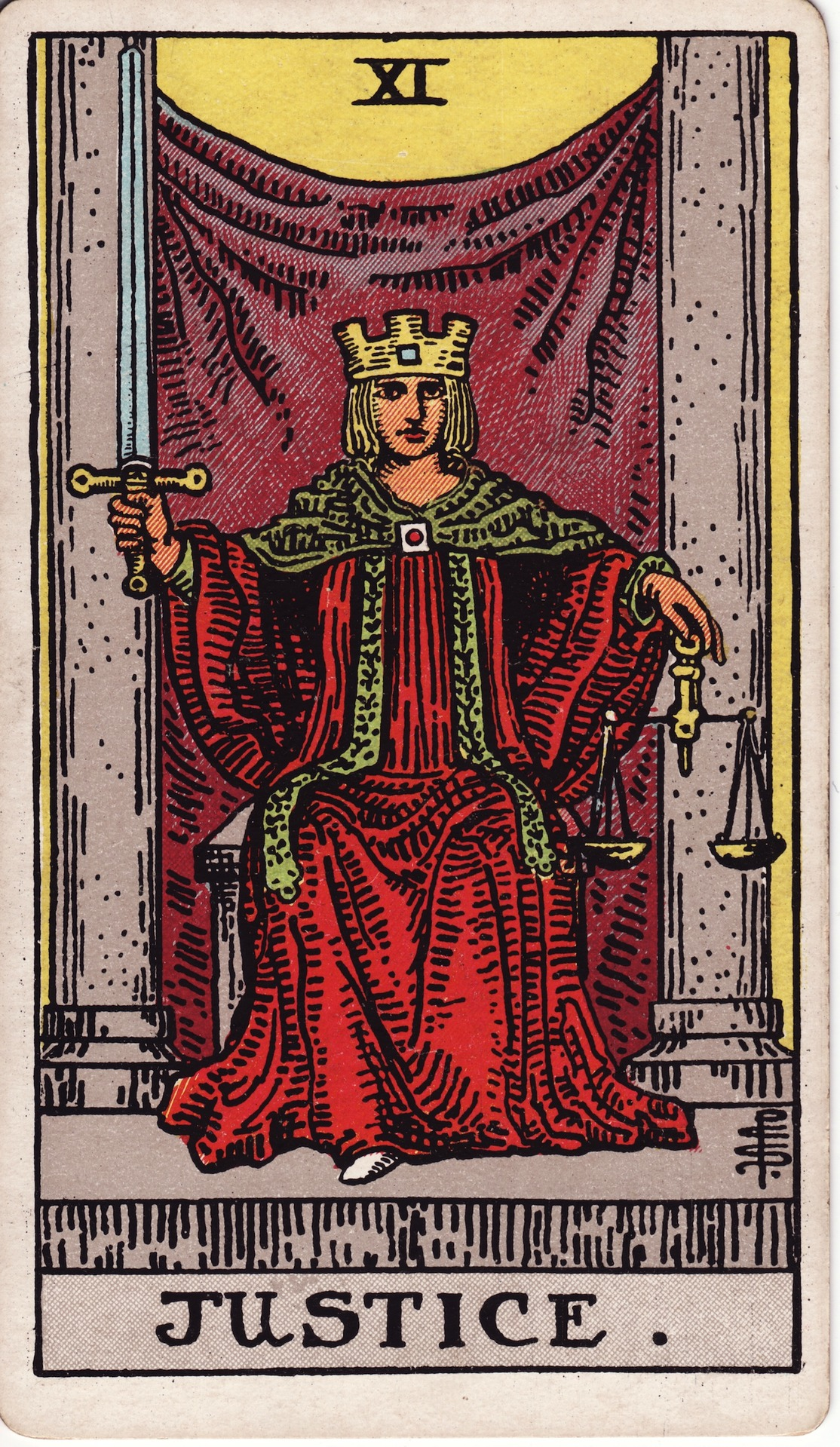
ウェイト版タロットの正義（カード番号「11」）

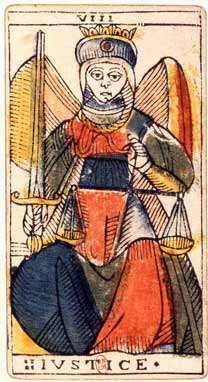
マルセイユ版タロットの正義（カード番号「8」）

正義（せいぎ、英：Justice, 仏：La Justice）は、タロットの大アルカナに属するカードの1枚。裁判の女神（さいばんのめがみ）とも呼ばれる。

## カード番号
カード番号はマルセイユ版など伝統的なデッキでは「8」となっているが、ウェイトがカードの数字を「力」と入れ替えるという大胆な変更を行って以来、ウェイト版を始めとする黄金の夜明け団系統のデッキでは「11」であり、現在では2系統のデッキが存在することになった。今なお「力」と共にタロット研究者の間で議論されることのある1枚である（この番号入れ替えについての詳細は「タロット」の項や「大アルカナ」の項を参照。）。

### 前後のカード
マルセイユ版
前：7 戦車、次：9 隠者
ウェイト版
前：10 運命の輪、次：12 吊された男

## カードの意味
正位置の意味
公正・公平、善行、均衡、誠意、善意、両立、慈善
逆位置の意味
不正、不公平、偏向、不均衡、一方通行、被告の立場に置かれる。
アーサー・エドワード・ウェイトのタロット図解における解説では「平等・正しさ・行政・正当な判決」を意味するとされる。

## カバラとの関係
ヘブライ文字はラメド（ל）、ただしこれには複数の異説がある。「黄金の夜明け団」の説ではゲブラーとティファレトのセフィラを結合する経に関連付けられている。

## 占星術との対応関係
以下のような諸説がある。
- 星座：金牛宮説[1]、巨蟹宮説、天秤宮説[2]、天蠍宮説、人馬宮説、磨羯宮説
- 惑星：金星説

## 寓意画の解釈
全体の構図としては、玉座に腰掛けた人物が剣と天秤を手にしている様子が描かれ、マルセイユ版タロットもウェイト版タロットも、構図としての大きな変更点はほぼ無い。
マルセイユ版タロットにおける「正義」とは姿かたちを持たず、カードに描かれる剣と天秤を持った女性は「正義」という概念の幻影的イメージの投影として捉えられ、ギリシア神話等をはじめ女神と少なからず関連性はあるものの完全に同一視されることは少ない。「正義」に描かれる象徴が一貫して訴えているのは相反する力同士の調和のとれた結合である。右手に掲げた黄金の剣はその持ち方から「武力」として振り回すのではなく「支配」の証として、王が杖などを掲げるのと同様に扱われていることを示す。また左手の天秤は、均衡を保っているにもかかわらず左右の受け皿の大きさを変えて描かれている。これは「公平」とは常に「左右対称」を示すものではないという基本概念に則ったもので、数学的な均衡よりも調和や機能的な美しさといった感性による均衡を示すことで「正義」という形の見えないものを表す要因となっている。また剣と天秤をもった女性の目は、そのどちらにも向けられること無く正面を見据えている。社会の価値観や個人の感情によって常に普遍とはいかない「正義」という概念を視覚的情報や感情に流されることの無いよう、右にも左にも（象徴学的に）向けられていないのである。尚、マルセイユ版での「正義」は8番に位置しているが、この「8」というアラビア数字は2つの○を一筆で書いた形であり、天秤の2つの皿を垂直に並べた形を容易に連想させる。
ウェイト版タロットに描かれている女性は、ギリシア神話の正義を象徴する女神・アストライアーないしその母・テミスがモチーフとされる。天秤はアストライアーの神話に由来する公正な裁きを意味し、剣は大天使・ミカエルが手にする断罪の証に由来すると言われる。